# Torsby kommun
Torsby kommun är en kommun i Värmlands län i landskapet Värmland.   Centralort är Torsby.
Området som utgör kommunen är storkuperat med berg och högre större massiv som höjer sig upp till 300 m över omgivningen. Genom kommunen flyter Klarälven liksom Röjdån och Ljusnan–Mangslidälven. I början av 2020-talet var skogsbruk och förädling av skogsråvaran fortfarande kommunens viktigaste näringar. 
Befolkningsutvecklingen har varit negativ sedan 1930-talet. Kommunen har sedan åtminstone 1995 styrt av Socialdemokraterna, åren 2014–2022 i koalition med Centerpartiet och Liberalerna.

## Administrativ historik
Kommunens område motsvarar socknarna Dalby, Fryksände, Lekvattnet, Norra Finnskoga, Norra Ny, Nyskoga (från 1873), Södra Finnskoga, Vitsand och Östmark. I dessa socknar bildades vid kommunreformen 1862 landskommuner med motsvarande namn. Nyskoga landskommun bildades 1873 genom en utbrytning ur Norra Ny landskommun. Den 7 maj 1909 inrättades Torsby municipalsamhälle i Fryksände landskommun.
Vid kommunreformen 1952 bildades i området fem storkommuner: Finnskoga-Dalby (av Norra Finnskoga, Södra Finnskoga och Dalby), Fryksände (av Fryksände och Lekvattnet) Norra Ny (oförändrad), Vitsand (av Nyskoga och Vitsand) samt Östmark (oförändrad).
Torsby municipalsamhälle upplöstes med utgången av 1955. År 1967 bildades Torsby landskommun av Fryksände och Vitsands landskommuner. Torsby kommun bildades vid kommunreformen 1971 av Torsby och Östmarks landskommuner. 1974 införlivades Norra Ny och Finnskoga-Dalby kommuner.
Kommunen ingick från bildandet till 2005 i Sunne tingsrätts domsaga och kommunen ingår sedan 2005 i Värmlands tingsrätts domsaga.
| Tabell över kommunsammanslagningar | Tabell över kommunsammanslagningar | Tabell över kommunsammanslagningar | Tabell över kommunsammanslagningar | Tabell över kommunsammanslagningar | Tabell över kommunsammanslagningar | Tabell över kommunsammanslagningar | Tabell över kommunsammanslagningar | Tabell över kommunsammanslagningar | Tabell över kommunsammanslagningar |
| ---------------------------------- | ---------------------------------- | ---------------------------------- | ---------------------------------- | ---------------------------------- | ---------------------------------- | ---------------------------------- | ---------------------------------- | ---------------------------------- | ---------------------------------- |
| –1862                              | –1862                              | 1863–1872                          | 1863–1872                          | 1873–1951                          | 1873–1951                          | 1952–1966                          | 1967–1970                          | 1971–1973                          | 1974–Idag                          |
| Härad                              | Socken                             | Landskommun                        | Landskommun                        | Landskommun                        | Landskommun                        | Storkommun                         | Storkommun                         | Enhetskommun                       | Enhetskommun                       |
| Fryksdals härad                    | Östmarks sn                        | Östmarks ln                        | Östmarks ln                        | Östmarks ln                        | Östmarks ln                        | Östmarks ln                        | Östmarks ln                        | Torsby kommun                      | Torsby kommun                      |
| Fryksdals härad                    | Fryksände sn                       |                                    |                                    |                                    |                                    | Fryksände ln                       | Torsby ln                          | Torsby kommun                      | Torsby kommun                      |
| Fryksdals härad                    | Lekvattnets sn                     | Lekvattnets ln                     | Lekvattnets ln                     | Lekvattnets ln                     | Lekvattnets ln                     | Fryksände ln                       | Torsby ln                          | Torsby kommun                      | Torsby kommun                      |
| Fryksdals härad                    | Vitsands sn                        |                                    |                                    |                                    |                                    | Vitsands ln                        | Torsby ln                          | Torsby kommun                      | Torsby kommun                      |
| Älvdals härad                      | Norra Ny sn                        | Norra Ny ln                        | Norra Ny ln                        | Nyskoga ln                         | Nyskoga ln                         | Vitsands ln                        | Torsby ln                          | Torsby kommun                      | Torsby kommun                      |
| Älvdals härad                      | Norra Ny sn                        | Norra Ny ln                        | Norra Ny ln                        |                                    |                                    |                                    |                                    |                                    | Torsby kommun                      |
| Älvdals härad                      | Dalby sn                           | Dalby ln                           | Dalby ln                           | Dalby ln                           | Dalby ln                           | Finnskoga-Dalby ln                 | Finnskoga-Dalby ln                 | Finnskoga-Dalby ln                 | Torsby kommun                      |
| Älvdals härad                      | Norra Finnskoga sn                 | Norra Finnskoga ln                 | Norra Finnskoga ln                 | Norra Finnskoga ln                 | Norra Finnskoga ln                 | Finnskoga-Dalby ln                 | Finnskoga-Dalby ln                 | Finnskoga-Dalby ln                 | Torsby kommun                      |
| Älvdals härad                      | Södra Finnskoga sn                 | Södra Finnskoga ln                 | Södra Finnskoga ln                 | Södra Finnskoga ln                 | Södra Finnskoga ln                 | Finnskoga-Dalby ln                 | Finnskoga-Dalby ln                 | Finnskoga-Dalby ln                 | Torsby kommun                      |

## Geografi
Torsby kommun gränsar i norr och väster till de norska kommunerna Trysil, Våler, Åsnes, Grue och Kongsvinger, i sydväst till Arvika kommun, i söder till Sunne kommun, i sydost till Hagfors kommun och i öster till Malung-Sälens kommun.

### Topografi och hydrografi
Området som utgör kommunen är storkuperat. Berg och högre större massiv  höjer sig upp till 300 m över omgivningen. Granit utgör berggrunden i öster medan den i väster utgörs av röd gnejs med inslag av hyperit. Majoriteten av berggrunden är täckt av morän. I norra delen av kommunen är moränen klädd med skogs- och myrmark. Odlingsmark finns i Röjdåns och Ljusnan–Mangslidälvens dalgångar i sydväst. Klarälven har outbyggda forssträckor i norr, vilket har höga naturvärden. Längre nedströms mot  Vingängsjön har älven ett meandrande lopp.
Nedan presenteras andelen av den totala ytan 2020 i kommunen jämfört med riket.
|  | Bebyggelse (1,7 %) |

|  | Skog (87,4 %) |

|  | Öppen myrmark (8,1 %) |

|  | Jordbruksmark (0,9 %) |

|  | Övrig mark (1,8 %) |

|  | Bebyggelse (3,1 %) |

|  | Skog (68,0 %) |

|  | Öppen myrmark (7,2 %) |

|  | Jordbruksmark (7,4 %) |

|  | Övrig mark (14,3 %) |

### Naturskydd
År 2022 fanns 82 naturreservat i Torsby kommun. Bland dessa återfanns Jan i Myren, varav en del ingår i EU:s ekologiska nätverk av skyddade områden, Natura 2000. I reservatet finns gammal grandominerad barrnaturskog och i området trivs större vattensalamander. Ett annat exempel på naturreservat i kommunen är Heinaho. Växtligheten påverkas av berggrunden som i området består av hyperit vilket gör marken näringsrik, men träden har vuxit långsamt och är korta för sin ålder. I reservatet hittas ovanliga arter som broktagel, violettgrå tagellav och norsk näverlav.

### Administrativ indelning
Fram till 2016 var kommunen för befolkningsrapportering indelad i fem församlingar – Fryksände, Lekvattnets, Vitsands, Östmarks och Övre Älvdals.

Distrikt (socknar) inom Torsby kommun

Från 2016 indelas kommunen istället i nio  distrikt, vilka motsvarar de tidigare socknarna:

- Dalby
- Fryksände
- Lekvattnet
- Norra Finnskoga
- Norra Ny
- Nyskoga
- Södra Finnskoga
- Vitsand
- Östmark

### Tätorter
År 2017 fanns fyra tätorter i kommunen.
| Nr | Tät- och småorter | Folkmängd |
| -- | ----------------- | --------- |
| 1  | Torsby            | 4 419     |
| 2  | Sysslebäck        | 473       |
| 3  | Oleby             | 367       |
| 4  | Stöllet           | 233       |

Centralorten är i fet stil.

## Styre och politik
Torsby kommun är med i den svensk-norska samarbetsregion som kallas ARKO, och är med i samma arbetsmarknadsområde som Sunne kommun.

### Styre
Torsby kommun har under lång tid styrts av Socialdemokraterna. Partiet styr kommunen i minoritet sedan valet 2022.
| 1995–2006 | S | V |   |
| 2007–2014 | S |   |   |
| 2014–2018 | S | C | L |
| 2018–2022 | S | C | L |
| 2022–2026 | S |   |   |

### Kommunfullmäktige

#### Presidium
| Presidium 2022–2026    | Presidium 2022–2026 | Presidium 2022–2026 |
| ---------------------- | ------------------- | ------------------- |
| Ordförande             | S                   | Kjell-Erik Mattson  |
| Förste vice ordförande | M                   | Mikael Löfvenholm   |
| Andre vice ordförande  | S                   | Ann-Katrin Järåsen  |
| Tredje vice ordförande | C                   | Dag Nyström         |

#### Mandatfördelning 1970–2022
| 4 | 21 | 20 |

| 38 | 7 |

| 5 | 25 |  | 15 | 3 | 5 |

| 48 |

| 4 | 22 |  | 13 | 3 | 6 |

| 39 | 10 |

| 4 | 24 | 12 | 3 | 6 |

| 37 | 12 |

| 4 | 25 |  | 10 | 2 | 7 |

| 38 | 11 |

| 3 | 25 |  | 9 | 3 | 8 |

| 33 | 16 |

| 3 | 24 | 2 | 9 | 3 |  | 7 |

| 32 | 17 |

| 3 | 21 |  |  | 8 | 2 | 2 | 11 |

| 34 | 15 |

| 4 | 23 |  | 5 |  |  | 14 |

| 29 | 20 |

| 6 | 17 |  | 4 |  | 2 | 10 |

| 21 | 20 |

| 5 | 17 |  | 6 |  | 2 | 9 |

| 23 | 18 |

| 4 | 19 |  |  | 6 |  |  | 8 |

| 22 | 19 |

| 3 | 15 |  |  | 3 |  | 7 |

| 19 | 12 |

| 2 | 14 |  | 3 | 4 |  | 6 |

| 17 | 14 |

| 2 | 12 | 5 | 5 |  |  | 5 |

| 18 | 13 |

| 2 | 10 | 5 | 3 |  | 3 | 2 | 5 |

| 20 | 11 |

### Nämnder

#### Kommunstyrelse
| Presidium 2022–2026    | Presidium 2022–2026 | Presidium 2022–2026 |
| ---------------------- | ------------------- | ------------------- |
| Ordförande             | S                   | Peter Jonsson       |
| Förste vice ordförande | M                   | Ronnie Walfridsson  |
| Andre vice ordförande  | SD                  | Torbjörn Olsson     |

#### Lista över kommunstyrelsens ordförande
| Namn | Namn                | Från       | Till       | Politisk tillhörighet |
| ---- | ------------------- | ---------- | ---------- | --------------------- |
|      | Oskar Grundström    |            |            | Socialdemokraterna    |
|      | Åke Lagerkvist      | 1984       | 1991       | Socialdemokraterna    |
|      | Birgitta Halvarsson | 1994-10-18 | 2002-06-30 | Socialdemokraterna    |
|      | Håkan Laack         | 2002-07-01 | 2013-12-31 | Socialdemokraterna    |
|      | Ann-Katrin Järåsen  | 2014-01-01 | 2020-07-31 | Socialdemokraterna    |
|      | Peter Jonsson       | 2020-08-01 |            | Socialdemokraterna    |

#### Övriga nämnder
| Nämnder 2022–2026                  | Ordförande | Ordförande       | Förste vice ordförande | Förste vice ordförande   | Andre vice ordförande | Andre vice ordförande |
| ---------------------------------- | ---------- | ---------------- | ---------------------- | ------------------------ | --------------------- | --------------------- |
| Barn- och utbildningsnämnden       | S          | Adam Passin      | M                      | Lillemor Ronge           | DO!T                  | Ann-Christine Pollack |
| Miljö-, bygg- och räddningsnämnden | S          | Zenitha Bäck     | M                      | Mikael Löfvenholm        | SD                    | Kenneth Persson       |
| Socialnämnden                      | S          | Tommy Olsson     | M                      | Ulf Ronge                | SD                    | Susanne Sätterlund    |
| Överförmyndarnämnden               | S          | Jörgen Nilsson   | C                      | Inga-Britt Keck-Karlsson |                       |                       |
| Valnämnden                         | S          | Annlouise Brodén | C                      | Torbjörn Jansson         |                       |                       |

### Vänorter
I Norden:
- Skjern, Danmark
- Bømlo, Norge
- Pernå, Finland
- Rautalampi, Finland

Utanför Norden:
- Grosskrotzenburg, Tyskland[19]
- Påskön, Chile

## Ekonomi och infrastruktur

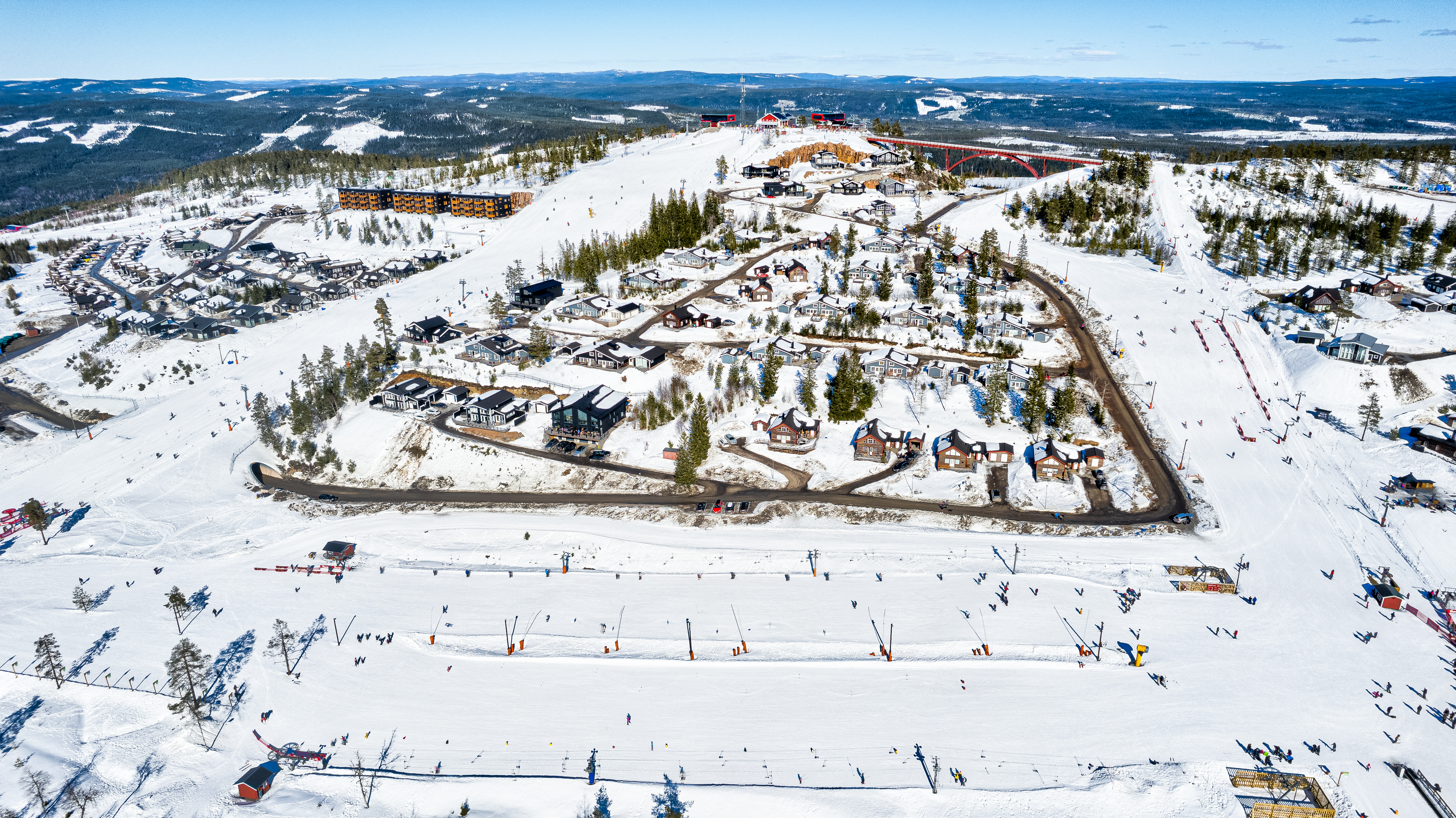
Skidanläggningen Branäs

### Näringsliv
I början av 2020-talet var skogsbruk och förädling av skogsråvaran fortfarande kommunens viktigaste näringar. Ett av företagen inom denna sektor var sågverket  Moelven Notnäs AB. Industrin representeras av bland annat elektronikindustrin, primärt genom NOTE Torsby AB. Turistnäringen var fortsatt under utveckling och bland anläggningar som tillkommit återfanns bland annat Branäs fritids- och konferensanläggning 10 km söder om Sysslebäck.

### Infrastruktur

#### Transporter
Från nordväst till sydöst genomkorsas kommunen av riksväg 62 som följer Klarälven. Från norr till söder genomkorsas östra delen av kommunen av E45. Södra delen av kommunen genomkorsas av länsväg 239.

## Befolkning

### Befolkningsutveckling
Kommunen har 11 314 invånare (31 mars 2025), vilket placerar den på 200:e plats avseende folkmängd bland Sveriges kommuner.
| Befolkningsutvecklingen i Torsby kommun 1810–2020       | Befolkningsutvecklingen i Torsby kommun 1810–2020 | Befolkningsutvecklingen i Torsby kommun 1810–2020 | Befolkningsutvecklingen i Torsby kommun 1810–2020 | Befolkningsutvecklingen i Torsby kommun 1810–2020 |
| ------------------------------------------------------- | ------------------------------------------------- | ------------------------------------------------- | ------------------------------------------------- | ------------------------------------------------- |
|                                                         |                                                   |                                                   |                                                   |                                                   |
| År                                                      |                                                   |                                                   | Folkmängd                                         |                                                   |
| 1810                                                    | 1810                                              |                                                   | 10 396                                            |                                                   |
| 1820                                                    | 1820                                              |                                                   | 11 962                                            |                                                   |
| 1830                                                    | 1830                                              |                                                   | 15 959                                            |                                                   |
| 1840                                                    | 1840                                              |                                                   | 18 799                                            |                                                   |
| 1850                                                    | 1850                                              |                                                   | 21 611                                            |                                                   |
| 1860                                                    | 1860                                              |                                                   | 25 483                                            |                                                   |
| 1870                                                    | 1870                                              |                                                   | 25 905                                            |                                                   |
| 1880                                                    | 1880                                              |                                                   | 26 414                                            |                                                   |
| 1890                                                    | 1890                                              |                                                   | 24 073                                            |                                                   |
| 1900                                                    | 1900                                              |                                                   | 24 259                                            |                                                   |
| 1910                                                    | 1910                                              |                                                   | 23 528                                            |                                                   |
| 1920                                                    | 1920                                              |                                                   | 23 722                                            |                                                   |
| 1930                                                    | 1930                                              |                                                   | 23 933                                            |                                                   |
| 1940                                                    | 1940                                              |                                                   | 22 928                                            |                                                   |
| 1950                                                    | 1950                                              |                                                   | 22 158                                            |                                                   |
| 1960                                                    | 1960                                              |                                                   | 21 135                                            |                                                   |
| 1970                                                    | 1970                                              |                                                   | 16 896                                            |                                                   |
| 1980                                                    | 1980                                              |                                                   | 15 601                                            |                                                   |
| 1990                                                    | 1990                                              |                                                   | 15 105                                            |                                                   |
| 2000                                                    | 2000                                              |                                                   | 13 725                                            |                                                   |
| 2010                                                    | 2010                                              |                                                   | 12 414                                            |                                                   |
| 2020                                                    | 2020                                              |                                                   | 11 549                                            |                                                   |
| Anm: * All statistik baserar sig på dagens kommungräns. |                                                   |                                                   |                                                   |                                                   |

## Kultur

### Kulturarv
En stor del av Torsbys kulturarv är finnkulturen. Exempelvis finns cirka 30 rökstugor. Av dessa är ett 10-tal intakta och kvar på sin ursprungliga plats. Bland finngårdar hittas exempelvis Juhola, Kvarntorp och Ritamäki.

### Kommunvapen
Blasonering: I fält av silver inom en blå bård en roddbåt för två par åror och däröver två korslagda, uppåtriktade åror, allt av blått.
Vapnet går tillbaka på ett häradsigill från 1600-talet. Det utformades av Svenska Kommunalheraldiska Institutet och fastställdes av Kungl Maj:t för dåvarande Fryksände landskommun år 1958. Efter den serie sammanläggningar som ledde fram till nuvarande Torsby kommun kunde det 1978 registreras för denna i PRV. Även Finnskoga-Dalby, Norra Ny och Östmark hade vapen, men deras giltighet upphörde 1971 (Östmark) respektive 1974 i samband med sammanläggningar.
Kommunvapnet är influerat av det gamla sigillet för Fryksdals härad som sydvästra delen tillhörde, övriga delen av kommunen hörde till Älvdals härad.

Finnskoga-Dalby landskommun (1952–70) Finnskoga-Dalby kommun (1971–73)
Fryksände landskommun (1958–66) Torsby landskommun (1967–70) Torsby kommun (1971–)
Norra Ny landskommun (1953–70) Norra Ny kommun (1971–73)
Östmarks landskommun (1956–70)

- Fryksände landskommun
(1958–66)
Torsby landskommun
(1967–70)
Torsby kommun
(1971–)
- Norra Ny landskommun
(1953–70)
Norra Ny kommun
(1971–73)
- Östmarks landskommun
(1956–70)